# 科鲁瓦
科鲁瓦（法語：Cauroy，法語發音：[koʁwa]）是法国大東部大區阿登省的一个市镇，属于武济耶区。

## 地理
科鲁瓦（49°20'52"N, 4°28'13"E）面积17.46 平方千米，位于法国大東部大區阿登省，该省份为法国北部内陆省份，西接埃纳省，南至马恩省，东临默兹省，北与比利时接壤。
与科鲁瓦接壤的市镇（或旧市镇、城区）包括：比尼库尔、欧维内、马绍、蒙圣雷米、拉讷维尔-昂图尔讷-阿菲伊、勒图尔讷河畔维尔。

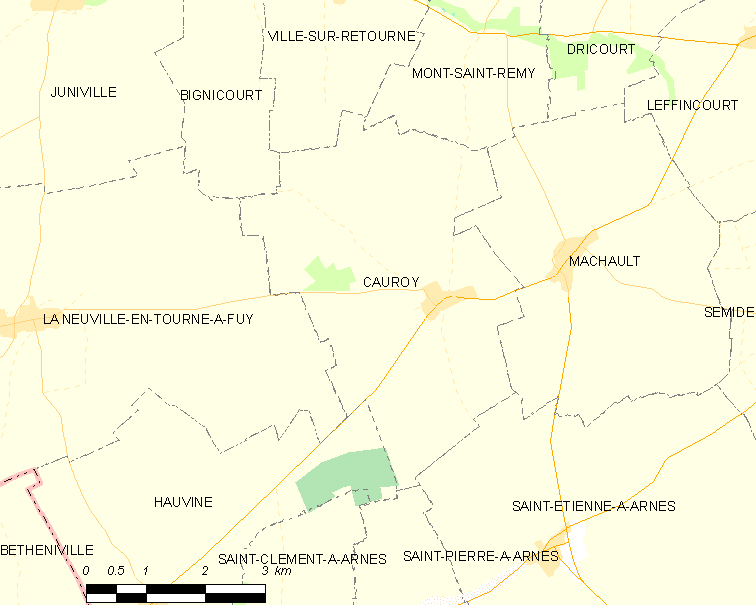
科鲁瓦的OSM定位图

科鲁瓦的时区为UTC+01:00、UTC+02:00（夏令时）。

## 行政
科鲁瓦的邮政编码为08310，INSEE市镇编码为08092。

## 政治
科鲁瓦所属的省级选区为阿蒂尼县。

## 人口

1962-2008年间科鲁瓦人口变化图示

科鲁瓦于2022年1月1日时的人口数量为187人。